# Dit de Péronne
Le Dit de Péronne est un arbitrage rendu à Péronne, le 24 septembre 1256 par le roi de France Louis IX (saint Louis) entre Marguerite de Constantinople, comtesse de Flandre et de Hainaut et ses futurs héritiers. C'est en fait le règlement d'une querelle féodale par l'intervention du suzerain. 

## Contexte historique

### Une situation familiale complexe
Devenue veuve, Marguerite de Constantinople décida de régler sa succession. Fille de Baudouin VI de Hainaut, empereur latin de Constantinople et de Marguerite d'Alsace, comtesse de Flandre. Elle avait été contrainte de se marier avec son tuteur, Bouchard d'Avesnes, mais en 1215, le mariage fut déclaré illégal car Bouchard d'Avesnes était sous-diacre et ne pouvait se marier. Le couple cependant avait eu trois enfants, dont deux survécurent. Marguerite de Constantinople se remaria, en 1223 avec Guillaume de Dampierre, seigneur de Beaumont en Hainaut et connétable de Champagne. Le couple eut cinq enfants dont trois survécurent. Marguerite désavantagea les enfants du premier mariage au bénéfice des fils issus de son second. Cependant les enfants du premier mariage faisaient valoir leur droit d'aînesse tandis que ceux du second faisaient valoir illégitimité du premier mariage. 
L'affaire se compliqua, en 1244, avec la mort de Jeanne de Constantinople, sœur aînée de Marguerite, comtesse de Flandre épouse de Ferrand de Portugal, le couple n'ayant pas d'enfant. Marguerite se trouvait être l'héritière de la région la plus riche d'Occident qui relevait du royaume de France, le Hainaut relevant du Saint Empire romain germanique.

### Le premier arbitrage
Les deux partis s'en remirent à l'arbitrage du roi de France. En 1235 Louis IX arbitra ainsi : 2/7e de l'héritage iraient aux enfants du premier mariage et 5/7e iraient aux enfants du second. 
En 1246, après la mort de Jeanne de Constantinople, le roi de France, avant de partir en croisade, confirma l'arbitrage précédent (le Hainaut irait aux enfants du premier mariage, la Flandre à ceux du second).

### Affrontement entre les Dampierre et les Avesnes
Pendant que le roi de France était en croisade, un conflit éclata entre les deux partis. Après avoir tenté en vain de s'emparer des îles de Zélande, en juillet 1253, les fils Dampierre furent faits prisonniers par Guillaume de Hollande, beau-frère de Jean d'Avesne reconnu roi des Romains par le pape. Marguerite fit alors appel au frère du roi de France, Charles d'Anjou, à qui elle promit le comté de Hainaut, ignorant ainsi les droits des Avesnes. Charles accepta, occupa Valenciennes et Mons et évita de peu un conflit armé avec le roi des Romains.

## Le second arbitrage, le «Dit de Péronne»
En 1254, au retour de la croisade, Louis IX mesurant le sérieux de la situation intervint : il rappela son frère à Paris et, le 24 septembre 1256, par le « Dit de Péronne », confirma l'accord signé en 1246. 
Cependant, la question de la possession du Hainaut restait à régler. Marguerite de Constantinople dut racheter le comté de Hainaut à Charles d'Anjou pour une somme de 160 000 livres tournois. Elle dut également verser une forte rançon au comte de Hollande pour la libération des Dampierre.

## Bilan et conséquences
- Louis IX parvint à rétablir la paix au nord du royaume et affermit son autorité.
- Des possessions réunies depuis la fin du XIIe siècle se trouvaient séparées désormais et de ce fait étaient moins menaçantes pour le roi de France.
- Louis IX avait conforté son image de roi puissant, juste et sage. Son autorité était respectée par ses vassaux.